# Alquimia espiritual
Alquimia hermética, alquimia espiritual, o La Operación del Sol es una técnica espiritual usada para refinarse. Hay desacuerdos sobre si se dio a conocer primero la alquimia física o la alquimia hermética y espiritual. Eruditos de ciencia suelen creer que la alquimia espiritual es un producto de la alquimia física mientras que eruditos de lo supernatural suelen creer lo contrario. Otros aún, como Manly P. Hall, creen que las dos clases de alquimia son válidas y que la alquimia espiritual es la clave para conducir alquimia física exitosamente.
La alquimia hermética se originó en Egipto Antiguo, como un arte hermético; sin embargo igualmente podemos encontrar otros ejemplos de alquimia espiritual en tradiciones tales como el Neidan (alquimia interna) en el Taoísmo, o en las prácticas tántricas en el Hinduismo o Budismo.
Durante la Edad Media la Alquimia hermética dominó las otras ramas de ciencias Astrología y Teúrgia. Este arte y la Astrología son conocidos como las dos ciencias más antiguas del mundo. 
Existe una leyenda que afirma que un ángel le había introducido a Adán estos dos artes y que la humanidad podría volver a entrar en el Edén una vez dominados.
Ganó mucho apoyo de los que requerían lógica, razón, y filosofía una vez que la religión en Europa perdió su credibilidad filosófica y llegó a ser una creencia de fe ciega.
Como resultado de la alquimia ha llegado a existir la química con trabajo de personas como Roger Bacon.  Sin embargo, según los alquimistas herméticos, el aspecto físico es sólo la mitad y la otra es el aspecto espiritual. Esto se indica en simbolismo de la diosa egipcia Isis, quien tiene una vela que oculta la otra mitad de los que no son dignos de verla.